# Edwin O. Reischauer

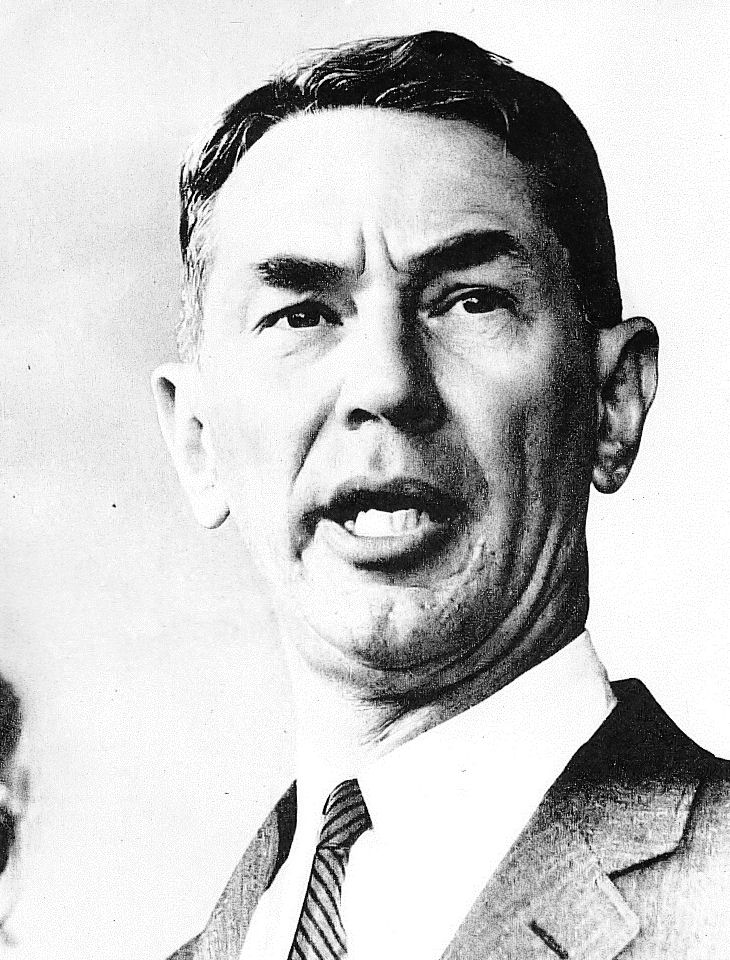
Edwin O. Reischauer, 1961

Edwin Oldfather Reischauer (* 15. Oktober 1910 in Tokio, Japanisches Kaiserreich; † 1. September 1990 in La Jolla, Kalifornien) war ein US-amerikanischer Japanologe und Begründer der McCune-Reischauer-Umschrift für die koreanische Sprache.

## Leben
Der Missionarssohn Edwin O. Reischauer wurde als US-Bürger in Tokio geboren. Er machte 1927 seinen Abschluss an der American School in Japan und beendete 1931 sein Studium an dem Oberlin College in den USA. Dann begann er unter Serge Elisseeff ein Studium der frühen japanischen und chinesischen Geschichte an der Harvard-Universität. Er bildete sich danach fünf Jahre weiter in Paris, Tōkyō, Kyōto und Peking. Seine Doktorarbeit schrieb er über die Chinareisen des japanischen Mönchs Ennin und wurde danach Mitarbeiter der Harvard-Universität. Zusammen mit dem China-Historiker John King Fairbank (1907–1991) war er ein Pionier, Ostasienstudien in den Lehrplan von Universitäten einzuführen.
Von 1941 bis 1945 arbeitete Reischauer im Department of War, im Department of State und in der US-Armee. Präsident Kennedy ernannte ihn 1961 zum Botschafter in Tōkyo, eine Position, die er bis 1966 innehatte. Er versuchte dabei den, wie er sagte, „unterbrochenen Dialog“ zwischen den beiden Ländern zu beenden und ebnete den Weg für die Rückgabe Okinawas an Japan. Am 24. März 1964 attackierte ein 19-jähriger Japaner Reischauer außerhalb der US-Botschaft und stach ihm in den Oberschenkel. Durch eine Bluttransfusion im Krankenhaus steckte er sich mit Hepatitis C an. Nach Abschluss seiner Tätigkeit als Botschafter kehrte er an die Harvard-Universität zurück.
Zusammen mit George M. McCune entwickelte er die McCune-Reischauer-Umschrift für die koreanische Sprache. 1957 wurde er in die American Academy of Arts and Sciences und 1973 in die American Philosophical Society gewählt. 1967 verlieh ihm die Keiō-Universität die Ehrendoktorwürde.
Reischauer war Direktor des Harvard-Yenching-Instituts und Präsident der Abteilung für fernöstliche Sprachen (Department of Far Eastern Languages). Er begründete das Japaninstitut der Harvard-Universität, welches 1985 zu seinen Ehren in Edwin O. Reischauer Institute of Japanese Studies umbenannt wurde.

## Schriften
- Japan, Past and Present. Knopf, New York 1947 (und weitere, überarbeitete Auflagen).
  - deutsche Ausgabe: Japan. Safari, Berlin 1952.
- The United States and Japan. Harvard University Press, Cambridge 1950 (und weitere, überarbeitete Auflagen).
- Die Reisen des Mönchs Ennin. Neun Jahre im China des neunten Jahrhunderts. Kohlhammer, Stuttgart 1963.
- Japan: The Story of an Nation. Duckworth, London 1970 (und weitere, überarbeitete Auflagen).
- The Japanese. Harvard University Press, Cambridge 1977 (ab der zweiten Auflage unter dem Titel The Japanese today).
- My Life between Japan and America. Harper & Row, New York 1986.